# Federico Moroni
Federico Moroni (ur. 8 września 1976 w San Marino) – sanmaryński piłkarz oraz futsalista występujący na pozycji obrońcy, reprezentant San Marino w piłce nożnej i futsalu.

## Kariera klubowa
Podczas kariery zawodniczej występował w sanmaryńskich klubach AC Juvenes/Dogana oraz SC Faetano.

## Kariera reprezentacyjna
Moroni występował w młodzieżowych i juniorskich reprezentacjach San Marino w kategoriach U-16, U-18 oraz U-21. We wrześniu 1992 roku zadebiutował w międzynarodowych rozgrywkach w przegranym 0:2 meczu z Polską U-16.
Rozegrał 1 mecz w seniorskiej reprezentacji San Marino. 15 listopada 1995 roku wystąpił w przegranym 0:5 meczu przeciwko Szkocji w ramach eliminacji EURO 1996.

## Futsal
W 2010 roku rozpoczął występy w sekcji futsalowej klubu SC Faetano. Od 2012 roku jest graczem SS Cosmos. W 2011 roku zaliczył 3 spotkania w reprezentacji San Marino w ramach eliminacji Mistrzostw Świata w Futsalu 2012.